# Liste der Kulturgüter in Brenzikofen
Die Liste der Kulturgüter in Brenzikofen enthält alle Objekte in der Gemeinde Brenzikofen im Kanton Bern, die gemäss der Haager Konvention zum Schutz von Kulturgut bei bewaffneten Konflikten, dem Bundesgesetz vom 20. Juni 2014 über den Schutz der Kulturgüter bei bewaffneten Konflikten sowie der Verordnung vom 29. Oktober 2014 über den Schutz der Kulturgüter bei bewaffneten Konflikten unter Schutz stehen.
Es sind weder A-Objekte noch B-Objekte auf dem Gemeindegebiet ausgewiesen, Objekte der Kategorie C fehlen zurzeit (Stand: 28. Januar 2024). Unter übrige Baudenkmäler sind Objekte zu finden, die im Bauinventar des Kantons Bern als «schützenswert» verzeichnet sind.

## Übrige Baudenkmäler
Hinweis: Als Objekt-Identifikator (ID) wird die Grundstücksnummer verwendet.
| ID  | Foto |                                                     | Objekt                        | Typ | Standort                           | Beschreibung |
| --- | ---- | --------------------------------------------------- | ----------------------------- | --- | ---------------------------------- | ------------ |
| 402 | BW   | Datei hochladen                                     | Ehemaliges Bauernhaus (1758)  | G   | Mattlisbühl 10 613898 / 185576     |              |
| 431 | BW   | Datei hochladen                                     | Speicher (1. Hälfte 18. Jh.)  | G   | Bodenstrasse 31c 613428 / 184637   |              |
| 435 | ja   | Datei hochladen · Wikidata zu Ofenhaus (Q112933063) | Ofenhaus (1748)               | G   | Dorfstrasse 18a 613621 / 185133    |              |
| 437 | BW   | Datei hochladen                                     | Stöckli (1846)                | G   | Dorfstrasse 21 613588 / 185191     |              |
| 437 | BW   | Datei hochladen                                     | Speicher (Mitte 18. Jh.)      | G   | Dorfstrasse 21a 613600 / 185187    |              |
| 440 | BW   | Datei hochladen                                     | Ehemaliges Bauernhaus (1733)  | G   | Bällizstrasse 1 613652 / 185153    |              |
| 440 | BW   | Datei hochladen                                     | Speicher (1742)               | G   | Bällizstrasse 1a 613636 / 185168   |              |
| 442 | BW   | Datei hochladen                                     | Bauernhaus (1828)             | G   | Dorfstrasse 23 613622 / 185218     |              |
| 451 | BW   | Datei hochladen                                     | Speicher (1780)               | G   | Bällizstrasse 6a 613637 / 185105   |              |
| 467 | BW   | Datei hochladen                                     | Stöckli (1820)                | G   | Mattlisbühl 11 613882 / 185548     |              |
| 474 | BW   | Datei hochladen                                     | Ehemaliges Bauernhaus (1753)  | G   | Dorfstrasse 19 613564 / 185208     |              |
| 474 | BW   | Datei hochladen                                     | Speicher (4. Viertel 18. Jh.) | G   | Dorfstrasse 19a 613573 / 185189    |              |
| 475 | BW   | Datei hochladen                                     | Bauernhaus (1786)             | G   | Dorfstrasse 12 613499 / 185157     |              |
| 475 | BW   | Datei hochladen                                     | Speicher (Ende 18. Jh.)       | G   | Dorfstrasse 12b 613489 / 185121    |              |
| 477 | BW   | Datei hochladen                                     | Bauernhaus (um 1840)          | G   | Schulhausstrasse 7 613355 / 185293 |              |

Hinweis zur Legende: Anstelle der KGS-Nummer wird als Objekt-Identifikator (ID) die Grundstücksnummer verwendet.